# جيريمي براي
جيريمي براي (30 نوفمبر 1973 في أستراليا - ) (بالإنجليزية: Jeremy Bray)‏ هو لاعب كريكت أسترالي. شارك مع منتخب أيرلندا للكريكت. أما مع النوادي، فقد لعب مع فريق جنوب ويلز الجديد للكريكت ‏.

## وصلات خارجية
- جيريمي براي على موقع إي آس بي آن كريك إنفو (الإنجليزية)